# Małpia kuracja
Małpia kuracja (ang. Monkey Business) – amerykański film komediowy z 1952 roku.

## Treść
Barnaby Fulton jest pracownikiem koncernu chemicznego. Od lat usiłuje wynaleźć specyfik zapewniający wieczną młodość, ale bez powodzenia. Pewnego dnia podczas nieobecności Fultona do jego laboratorium wdziera się laboratoryjna małpa. Zwierzę przypadkowo miesza różne substancje. Fulton, po powrocie, przypadkowo sam wypija tę miksturę i zaczyna zachowywać się jak chłopiec w wieku szkolnym. Piękna Lois Laurel, sekretarka jego szefa zostaje wysłana, aby wzięła „chłopca” pod opiekę. Razem bawią się świetnie, dopóki napój nie przestaje działać.

## Główne role
- Cary Grant – Barnaby Fulton
- Marilyn Monroe – Lois Laurel
- Ginger Rogers – Edwina Fulton
- Charles Coburn – pan Oliver Oxley
- Hugh Marlowe – Hank Entwhistle
- Henri Letondal – Siegfried Kitzel
- Robert Cornthwaite – dr Zoldeck
- Larry Keating – G.J. Culverly
- Douglas Spencer – dr Brunner
- George Winslow – mały Indianin
- Kathleen Freeman - Pani Brannigan